# Epicauta vittulata
Epicauta vittulata es una especie de coleóptero de la familia Meloidae.

## Distribución geográfica
Habita en Birmania.